# أويلما
بلدية وليمة أو وَالِمة أو (نقحرة: أويلما) (بالإسبانية: Huelma) هي بلدية تقع في مقاطعة جيان التابعة لمنطقة أندلسية جنوب إسبانيا.

## الديموغرافيا
بلغ عدد سكان بلدية وليمة 6.174 نسمة عام 2011 (وفقاً للمعهد الوطني للإحصاء الإسباني).
| 6.021 | 6.047 | 6.093 | 6.180 | 6.221 | 6.231 | 6.174 |

## توأمة
لوليمة اتفاقيات توأمة مع:
- سانتا كولوما دي جرامانيت

## أعلام
- ميغيل ألبرتو غارسيا دياز
- رافاييل لوبيز